# Alas sobre el mundo (álbum)
Alas sobre el mundo es el primer disco del grupo musical Aviador Dro editado en el año 1982 por el sello "DRO" bajo la referencia DRO-010. Los temas del disco reflejan sus ideas antisistema y su pasión por la ciencia ficción y la mitología.

Posteriormente en 2005 se editaría mediante la compañía discográfica "Reactor Discos" un digi-pack (ref.: 618 017-2) con los temas del disco original remasterizados más 11 temas extras grabados en la misma época (4 de ellos en directo) pero no incluidos en su momento, debido a las limitaciones del formato vinilo. 
En el año 2009 la discográfica actual del grupo "PIAS Spain" edita de nuevo el disco remasterizado en un digipack en formato de doble CD (ref. 948.0065.023) y doble LP (ref.: 948.0065.012) con un total de 32 temas, 22 más que los que había en el lanzamiento inicial de 1982.

## Lista de canciones (edición 1982)
| Título                            | Autor              | Duración |
| --------------------------------- | ------------------ | -------- |
| Brigada de demolición             | Servando Carballar | 5:10     |
| Ondina                            | Servando Carballar | 2:44     |
| La televisión es nutritiva        | Servando Carballar | 3:00     |
| Cita en el asteroide              | Servando Carballar | 1:38     |
| Obsesión                          | Servando Carballar | 2:50     |
| Sintonía de la moda estandarizada | Servando Carballar | 2:42     |
| El laberinto del nuevo minotauro  | Servando Carballar | 4:27     |
| Kraken                            | Servando Carballar | 2:13     |
| Selector de frecuencias           | Servando Carballar | 5:17     |
| La cicatriz en la fábrica roja    | Servando Carballar | 3:03     |

## Lista de canciones (edición 2005)
| Título                                            | Autor              | Duración |
| ------------------------------------------------- | ------------------ | -------- |
| Brigada de demolición                             | Servando Carballar | 5:10     |
| Ondina                                            | Servando Carballar | 2:44     |
| La televisión es nutritiva                        | Servando Carballar | 3:00     |
| Cita en el asteroide                              | Servando Carballar | 1:38     |
| Obsesión                                          | Servando Carballar | 2:50     |
| Sintonía de la moda estandarizada                 | Servando Carballar | 2:42     |
| El laberinto del nuevo minotauro                  | Servando Carballar | 4:27     |
| Kraken                                            | Servando Carballar | 2:13     |
| Selector de frecuencias                           | Servando Carballar | 5:17     |
| La cicatriz en la fábrica roja                    | Servando Carballar | 3:03     |
| No tengo boca (y debo gritar)                     | Servando Carballar | 3:32     |
| El intruso                                        | Servando Carballar | 4:11     |
| En la quinta glaciación                           | Servando Carballar | 2:36     |
| Baila con tu robot                                | Servando Carballar | 2:00     |
| Corazón de batidora                               | Servando Carballar | 2:11     |
| Metalina 2                                        | Servando Carballar | 3:55     |
| El nacimiento de la industria                     | Servando Carballar | 4:22     |
| Cadena de montaje (en directo)                    | Servando Carballar | 3:26     |
| No os soporto más (en directo)                    | Servando Carballar | 2:25     |
| Gérmenes psíquicos (en directo)                   | Servando Carballar | 4:39     |
| Los fabricantes de electrodomésticos (en directo) | Servando Carballar | 4:40     |

## Lista de canciones (edición 2009)
| Título                                      | Autor              | Duración |
| ------------------------------------------- | ------------------ | -------- |
| Sintonía del refugio atómico                | Servando Carballar | 1:15     |
| Nuclear, sí                                 | Servando Carballar | 3:00     |
| El retorno de Godzilla                      | Servando Carballar | 2:25     |
| Varsovia en llamas                          | Servando Carballar | 3:34     |
| Programa en espiral                         | Servando Carballar | 3:43     |
| La persecución                              | Servando Carballar | 4:36     |
| Telepatía                                   | Servando Carballar | 3:48     |
| El último asalto a la Bastilla              | Servando Carballar | 4:37     |
| Brigada de demolición                       | Servando Carballar | 3:59     |
| Ondina                                      | Servando Carballar | 4:34     |
| La televisión es nutritiva                  | Servando Carballar | 3:10     |
| Cita en el asteroide Edén                   | Servando Carballar | 3:21     |
| Obsesión                                    | Servando Carballar | 4:06     |
| Sintonía de la moda estandarizada           | Servando Carballar | 2:12     |
| El laberinto del nuevo minotauro            | Servando Carballar | 3:52     |
| Kraken                                      | Servando Carballar | 6:22     |
| Selector de frecuencias                     | Servando Carballar | 5:20     |
| La cicatriz en la fábrica roja              | Servando Carballar | 2:46     |
| El nacimiento de la industria               | Servando Carballar | 4:20     |
| Anarquía en el planeta (en directo)         | Servando Carballar | 2:52     |
| La interferencia (en directo)               | Servando Carballar | 2:53     |
| Cadena de montaje (en directo)              | Servando Carballar | 3:22     |
| La 5ª glaciación (en directo)               | Servando Carballar | 2:45     |
| Cita en el asteroide Edén (en directo)      | Servando Carballar | 4:36     |
| Corazón de batidora (en directo)            | Servando Carballar | 2:17     |
| La chica de Plexiglás (en directo)          | Servando Carballar | 2:46     |
| El retorno de Godzilla (en directo)         | Servando Carballar | 2:32     |
| La cicatriz en la fábrica roja (en directo) | Servando Carballar | 2:36     |
| Anarquía en el planeta                      | Servando Carballar | 2:59     |
| No os soporto más                           | Servando Carballar | 2:23     |
| Nuclear sí, por supuesto                    | Servando Carballar | 3:01     |